# Hermann Dannenberg
Hermann Dannenberg, född 4 juli 1824 i Berlin, död 14 juni 1905 i Salzburg, var en tysk numismatiker och domare.
Dannenbergs forskning ägnades främst åt beskrivning och bestämning av medeltida mynt men inte åt mynthistoria i djupare mening. 